# Koga Toyomichi
Koga Toyomichi (久我豊通, 1459–1536), foi filho de Michihiro, foi um nobre do período Muromachi da história do Japão. Foi líder do ramo Koga do Clã Minamoto.

## Biografia
Em 1476, Toyomichi ingressa na corte do imperador Go-Tsuchimikado com o posto de jusanmi (funcionário da corte de terceiro escalão júnior) e foi nomeado Ukonoe no Chūjō (vice-comandante da ala direita da guarda do palácio). 
Em  10 de junho de 1477, Toyomichi é nomeado Chūnagon. De 6 de outubro de 1485 a 17 de julho de 1497 ocupa o cargo de Dainagon e durante este mandato (1488) foi promovido a junii (segundo escalão júnior). Concomitantemente ao cargo de Dainagon, entre 24 de fevereiro de 1491 e 3 de janeiro de 1492 Toyomichi ocupa o posto de Sakonoe no Taishō (Comandante-geral da ala esquerda da guarda do palácio).
Em 22 de janeiro de 1493 Toyomichi é promovido a shōnii (segundo escalão sênior). Entre 17 de julho de 1497 a 6 de julho de 1499 assume o cargo de Naidaijin. E de 6 de julho de 1499 a abril de 1500 atua como Udaijin. Em 8 de julho de 1501 é promovido a Shōichii (funcionário da corte de primeiro escalão sênior).
Toyomichi veio a falecer em 21 de junho de 1536.